# Pietro Paolo Trompeo
Pietro Paolo Trompeo, auch Pietro Paolo Trompèo,  (* 2. Dezember 1886 in Rom; † 7. Juni 1958 ebenda) war ein italienischer Autor, Romanist und Französist.

## Leben und Werk
Trompeo studierte an der Universität La Sapienza in Rom bei Cesare De Lollis und schloss 1912 ab. Er war von 1922 bis 1957 Dozent (ab 1930 Professor) für französische Sprache und Literatur an der gleichen Universität. Von 1948 bis 1949 gab er die Zeitschrift La Fiera letteraria heraus. Er war Mitglied der Accademia dei Lincei (1952), Ritter der Ehrenlegion (1948) und Ehrendoktor der Universität Grenoble (1955).

## Werke

### Romanistik
- Nell'Italia romantica sulle orme di Stendhal, Rom 1924
- Rilegature gianseniste, Mailand und Rom 1930
  - Vecchie e nuove rilegature gianseniste, Neapel 1958
- Il lettore vagabondo, Rom 1942
- Carducci e D'Annunzio. Saggi e postille, Rom 1943
- La pantofola di vetro. Note di varia letteratura, Neapel 1952
- L'azzurro di Chartres e altri capricci, Caltanissetta 1958
- Preti, Rom 1962
- Incontri di Stendhal, Neapel 1963
- Diporti italiani, hrsg. von Nello Vian, Rom 1984 (Sammelschrift, 1942–1958)

### Prosa
- Piazza Margana, Rom 1942, 1969
- La scala del sole, Rom 1943, 1969
- Tempo ritrovato, Rom 1947, 1969
- Via Cupa, Bologna 1958
- Pagine biellesi di Pietro Paolo Trompeo, Biella 1967